# Підсоколик сірий
Підсоколик сірий (Falco concolor) — вид птахів родини Соколові (Falconidae).

## Розповсюдження
Мешкає у пустелях Лівії та Єгипту, на прибережних острівцях Аравійського півострова. Зимує на Мадагаскарі та узбережжі Східної Африки.

## Опис
Сягає 32-37 см в довжину з розмахом крил 78-90 см. Самці однобарвно-димчасті, у самок верх буруватий, низ охристо-строкатий. Гніздяться в нішах, під камінням і кущиками, обов'язково в тіні, оскільки насиджують у спеку, що перевищує 40-42 °C. У період вигодовування пташенят полюють на мігрантів з півночі (у тому числі на бджолоїдок, одудів, куликів, вивільг і дрібних горобиних) і тому гніздяться пізно, в кінці липня — серпні. Зимують разом з соколами Елеонори на Мадагаскарі та в прилеглих районах Африки, полюють також, головним чином, на летючих комах.